# Amadalavalasa
Amadalavalasa è una suddivisione dell'India, classificata come nagar panchayat, di 37.852 abitanti, situata nel distretto di Srikakulam, nello stato federato dell'Andhra Pradesh. In base al numero di abitanti la città rientra nella classe III (da 20.000 a 49.999 persone).

## Geografia fisica
La città è situata a 18° 25' 0 N e 83° 54' 0 E e ha un'altitudine di 29 m s.l.m..

## Società

### Evoluzione demografica
Al censimento del 2001 la popolazione di Amadalavalasa assommava a 37.852 persone, delle quali 19.122 maschi e 18.730 femmine. I bambini di età inferiore o uguale ai sei anni assommavano a 4.028, dei quali 2.072 maschi e 1.956 femmine. Infine, coloro che erano in grado di saper almeno leggere e scrivere erano 24.610, dei quali 14.334 maschi e 10.276 femmine.